# Mathis-Nunatakker
Die Mathis-Nunatakker sind eine isolierte Gruppe von bis zu 978 m hohen Nunatakkern im westantarktischen Marie-Byrd-Land. In den Ford Ranges ragen sie 13 km ostsüdöstlich des Mount Warner nahe dem Kopfende des Arthur-Gletscher auf.
Der United States Geological Survey kartierte sie anhand eigener Vermessungen und Luftaufnahmen der United States Navy aus den Jahren von 1959 bis 1965. Das Advisory Committee on Antarctic Names benannte sie 1970 nach dem Ingenieur Terry R. Mathis, der zwischen 1967 und 1968 auf der Byrd-Station tätig war.